# Röra, Tjörns kommun
Röra är en småort i Stenkyrka socken i Tjörns kommun i Bohuslän.